# Thomas Derrig
Thomas Derrig (en irlandais : Tomás Ó Deirg ; 26 novembre 1897 - 19 novembre 1956) est un homme politique irlandais du Fianna Fáil. Il est ministre des Terres de 1939 à 1943 et de 1951 à 1954, ministre de l'Éducation de 1932 à 1939 et de 1940 à 1948 et ministre des Postes et Télégraphes en septembre 1939. Il sert comme Teachta Dála (TD) de 1921 à 1923 et de 1927 à 1957. 

## Jeunesse et carrière
Derrig est né le 26 novembre 1897 à Westport, dans le comté de Mayo. Il fait ses études localement puis à l'University College Galway. Pendant son séjour à l'université, il organise un corps de volontaires irlandais. Après l'insurrection de Pâques 1916, il est arrêté, emprisonné et envoyé dans les prisons de Woking, Wormwood Scrubs et le camp d'internement de Frongoch. Il est arrêté en 1918 et accusé d'avoir tenté de désarmer un soldat. Il est condamné à cinq mois de prison par un tribunal de Belfast. À sa libération, il soutient Joseph MacBride lors des élections générales irlandaises de 1918. Après sa libération, il est diplômé de l'université et est devenu directeur d'un collège technique à Mayo.
Pendant la guerre d'Indépendance irlandaise, il est le commandant de la brigade de Westport de l'armée républicaine irlandaise, avant d'être capturé et interné au camp de Curragh. Pendant son emprisonnement, il est élu Teachta Dála du Sinn Féin pour Mayo Nord et Ouest. 
Derrig prend le parti des républicains anti-traités pendant la guerre civile irlandaise. Il est alors assistant auxiliaire de Liam Lynch. Il est ensuite capturé par l'armée irlandaise de l'État libre. Alors qu'il est détenu par le Département des enquêtes criminelles, il est gravement blessé à l'œil par des détectives du CID.

## Carrière politique
Aux élections générales de juin 1927, il est élu au Dáil Éireann en tant que député du Fianna Fáil TD pour Carlow – Kilkenny. Dans le premier gouvernement d'Éamon de Valera en 1932, Derrig est nommé ministre de l'Éducation. Derrig lance un examen des écoles industrielles et des écoles de réforme et des règles de la loi sur les enfants de 1908, qui aboutit au rapport critique de Cussen de 1936, qu'il met de côté. Son inaction est remarquée en 2009 lorsque le rapport Ryan examine la gestion ultérieure de ces « institutions résidentielles » ; Derrig est le premier ministre à demander un rapport qui aurait pu déboucher sur des réformes bien nécessaires. Il a été suggéré qu'il ne voulait pas suivre les réformes de la loi britannique dans les années 1920 et 1930, en raison de ses fortes opinions anti-britanniques, et que les enfants irlandais en avaient souffert inutilement. 
De 1939 à 1943, il est ministre des Terres. Il est nommé à nouveau à l'Éducation en 1943 jusqu'en 1948. Pendant cette période, une grève amère des enseignants, impliquant l'Irish National Teachers Organisation (INTO), a lieu du 20 mars au 30 octobre. Entre 1951 et 1954, il redevient ministre des Terres. 
Thomas Derrig meurt à Dublin le 19 novembre 1956, sept jours avant son 59e anniversaire.